# Хунг-ву (династија Минг)
Хунг-ву (Hóngwǔ (洪武)) (1328 - 1398), био је кинески цар (1368 - 1398) из династије Минг и оснивач ове династије. Био је син сељака Џу Усија и његове супруге Ма. Његово постхумно име је Гао (高帝 (Gāodì)), његово храмовно име Таи-цу (太祖 (Tàizǔ)), а његово лично име Џу Јуенџанг (朱元璋 (Zhū Yuánzhāng)). Дошао је на власт као вођа победоносног устанка Црвених турбана.

## Младост
Припадао је покрету против монголске окупације, али он је сломљен 1344. године, али када је отпор сломљен и када се цар Хуи-цунг из династије Јуен, обрачунао са побуњеницима, побуна је још више узела маха. Побуна се 1352. године проширила кроз регионе Ђангсу и Анхуеј као армија Црвених турбана (紅巾軍). Џу Јуенџанг је био одличан војник, па му је поверен напад на Чуџоу и Хезхоу. Вођа Турбана, Хан Лин'ер (韓 林 兒) га је потом поставио за своју леву руку.
Године 1356. освојио је Јикинг и дао му име Јингтиан (應 天) и добио титулу војводе. Џу је потом за своје саветнике изабрао фенг Гуојонга (馮國 用), генг Гуоченга (馮國勝), Ли Чанчанга (李善 長), Ђин Конглонга (秦 從 龍), Сонг Лијана (宋濂) и Лиу Јиа (劉 基). Турбани су се само борили на југу.

## Краљ
Џу Јуен Џанг је наредио Џу Ченгу да ојача бедеме Јингтијана и залихе житарица, са намером да се прогласи за краља. Хан Лин'ер га је потом унапредио, именовао га за саветника и дао му још неке територије. Када се припремио за војни изазов, турбани су заточили Хан Лин'ера у Чузхоу, после битке код језера Бојанг (鄱陽湖). Године 1365. Џу Јуен Џанг се прогласио за краља краљевства Ву. Две године касније, он је прогласио рат против турбана и ослободио је Хан Лин'ера, после освајања Анфенга и Чуџоуа. Потом је Џу Јуан Џанг постао вођа побуњеника. Због могуће узурпације Хан Лин'ер је 1367. године удављен у реци Јангцег-јангу. Други ивори пак говоре да га је отровао.
Џу Јуен Џангу су се противили Џанг Шиченг, фанг Гуоџен и Чен Јудинг, али они су побеђени и заробљени 1367. године.

## Цар

### Долазак на престо
Пред крај 1367. године, Џу Јуен Џанг се прогласио се за првог цара династије Минг. Цар Хуи-цунг се повукао тек лета 1368. године на север у Шангду.
Месец дана касније Џу Јуен Џанг је освојио престолницу Јуана, Канбалик. Динстија Јуан је била угашена, али је Џу Јуен Џангу требало четрнаест године да освоји остатак Кине. Освајање је завршено 1382. године, када је 1382. Басалаварми (把 匝 剌 瓦爾 密), принц Лијанг (梁王) и владар Јунана, последњи Монголски владар на кинеском подручју, извршио је самоубиство.

### Реформе
Владавину цара Хунг-вуа карактерише погоршање правосуђа и стриктна контрола чиновништва које често резултирало крвавим обрачунима са укупним бројем вероватно 30.000 жртава. Због неповерења према својим поданицима Хунг-ву је образовао гарду евнуха (錦衣衛), чији део је шпијунирао судске званичнике. У циљу јачања централне власти је укинуо дужност саветника, али је основао министарство правде (刑部) са три правосудне функције. У покраинама је, међутим основао гувернерат (承 宣 布政使 司), као и покрајинске комисије за надзор (提刑 按察使 司), и регионалне војне комисије (都指揮使 司). Са овом финансијским мерама, судским и војним управама свака покрајина се боље контролисала, јер су ове институције морале да одвојено извештавају цару, а покрајински секретаријати су лишени власти. Војни гарнизони (衛 所) су повећани у свим провинцијама, а посебно у критичним пограничним регионима на северу. Главна војна команда (大 都督府) је укинута, а уместо тога, је доведено пет главних војних лидера (五 軍 都督府). Највишу команду у случају рата имао је цар, а генерали су само добијали печате током рата, али су касније морали да их врате.
С друге стране, он је такође подржао реконструкцију привреде, награђивао је отварање нових поља, створио је војне колоније (屯田) и бринуо за водовод. Борио се против нелегалног стицања земљишта од стране богатих У селима су основане земљорадничке задруге и систем пореских капетана. Сељацима није било дозвољено да слободно напусте свој завичај и да се населе на другом месту.

## Смрт и сахрана
Хуанг-ву је умро 1398. године, а сахрањен је у гробници брду Сјаолинг (明孝陵) источно од Нањинга. Наследио га је унук Џу Јин-вен (朱允炆 (Zhū Yǔnwén)), који је узео име Ђијен-вен (Jiànwén (建文)) (владао 1398-1402), син Хуанг-вуовог најстаријег сина, Џу Бијаоа (朱 標) († 1392).